# Apamo
Apamo, ung. urfader, är lisufolkets (Tibet, Kina, Myanmar, Arunachalprovinsen i Indien, norra Thailand) skyddsande och säkerställer jämn och god fördelning mellan olika samverkande energier i naturen, mellan människor och i människan, enligt animismens principer om universell balans. 
Obalans innebär att någonting är fel och kan leda till sjukdom eller missväxt. Via nepan eller schamanen kan kontakt upprättas mellan människorna och Apamo. En skicklig nepa kan med apamos hjälp återställa balansen och bota sjukdomar. Andefördrivning eller så kallad exorcism praktiseras, liksom djuroffer. I varje lisuby finns ett andehus dit nepan kan gå för att tala med Apamo. Andehuset är placerat på en central plats, ofta ovanför byn, och utgör ett skydd för byfolket.